# Corona del Mar

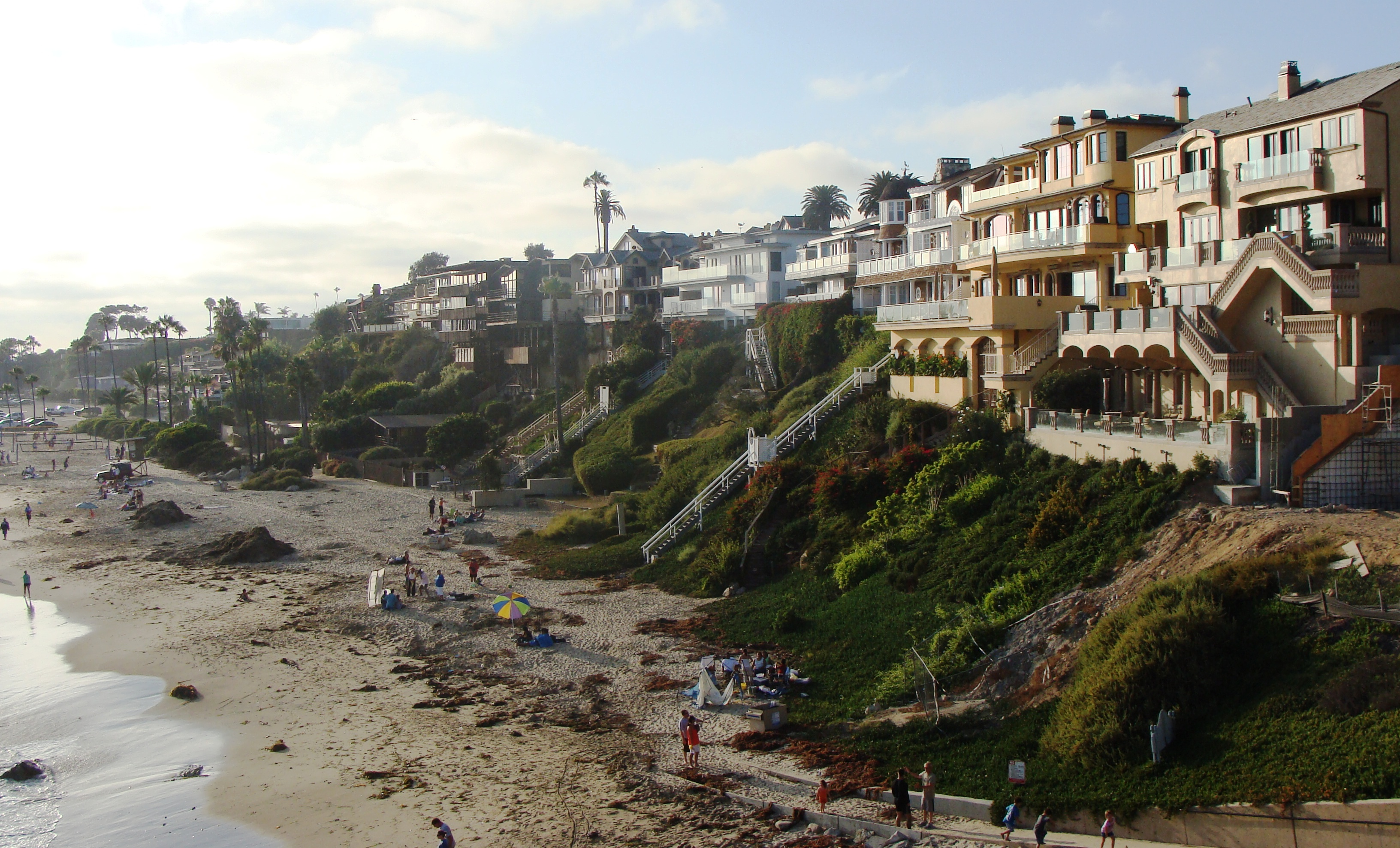
Corona del Mar liegt auf Klippen über dem Pazifischen Ozean

Corona del Mar (span. Krone des Meeres) ist ein Stadtteil von Newport Beach im US-Bundesstaat Kalifornien. Der Ort wurde 1923 eingemeindet.
Zu den Hauptanziehungspunkten in Corona del Mar zählen die von Klippen umgebenen Strände an der Küste des Pazifischen Ozeans. Die Straßen und Häuser schmiegen sich an die sanft ansteigenden Hügel, Parkanlagen und Palmen zieren das Erscheinungsbild des Orts.
Die Postleitzahl (ZIP-Code) von Corona del Mar ist 92625.

## Geographie
Corona del Mar breitet sich auf der dem Pazifischen Ozean zugewandten Seite der San Joaquin Hills aus. Im Westen wird die Gemeinde von der Newport Bay, einer großen Meeresbucht, und dem städtischen Hafen begrenzt. Im Osten liegen die Stadtteile San Joaquin Hills und Newport Coast. Das Gelände der University of California at Irvine befindet sich im Norden, das Meer erstreckt sich im Süden.
Das Ortsgebiet von Corona del Mar nimmt eine Fläche von 8,02 Quadratkilometern ein.

## Bevölkerung

### Einwohnerentwicklung
Im Juli 2007 hatte der Stadtteil 14.468 Einwohner.
Bei der Volkszählung 2000 wurden in Corona del Mar 13.407 Einwohner gezählt, die sich auf 6.885 Haushalte und 3.957 Familien verteilten. Die Bevölkerungsdichte betrug 9.997,8 Einwohner pro Quadratkilometer. Die Zahl der Wohneinheiten war 6.885.
Die Einwohner bestanden zu 93,0 % aus Weißen, 0,3 % Afroamerikanern, 0,2 % amerikanischen Ureinwohnern, 0,1 % pazifischen Insulanern und 4,3 % Asiaten. Hispanics oder Latinos waren 3,9 % der Bevölkerung. Die größten Gruppen nach ethnischer Herkunft im Stadtgebiet waren: Deutsche 2.255 (16,9 %), Engländer 2.246 (16,8 %) und Iren 1.976 (14,8 %).
In 17,2 % der 6.885 Haushalte lebten Kinder unter 18 Jahren, 47,9 % bestanden aus verheirateten Paaren, 5,1 % hatten einen weiblichen Hausvorstand ohne anwesenden Ehemann und 45,3 % bildeten keine Familien.34,6 % der Haushalte bestanden aus Alleinstehenden und in 11,8 % war jemand im Alter von 65 Jahren oder älter alleinstehend. Die durchschnittliche Haushaltsgröße war 2,05 Personen und die durchschnittliche Familiengröße bestand aus 2,63 Personen.
Von der Einwohnerschaft waren 15,6 % unter 18 Jahre alt, 3,2 % entfielen auf die Altersgruppe zwischen 18 und 24, 31,4 % zwischen 25 und 44, 23,7 % zwischen 45 und 64 und 20,1 % waren 65 Jahre alt oder älter. Das Durchschnittsalter betrug 44,9 Jahre. Auf jeweils 100 Frauen entfielen 94,8 Männer, bei den über 18-Jährigen entfielen auf 100 Frauen jeweils 94,7 Männer.
Das Durchschnittseinkommen pro Haushalt belief sich 2007 auf 126.326 US-Dollar. Der durchschnittliche Wert eines Hauses betrug 2007 etwa 2.142.849 US-Dollar.

## Kultur und Sehenswürdigkeiten

### Museum

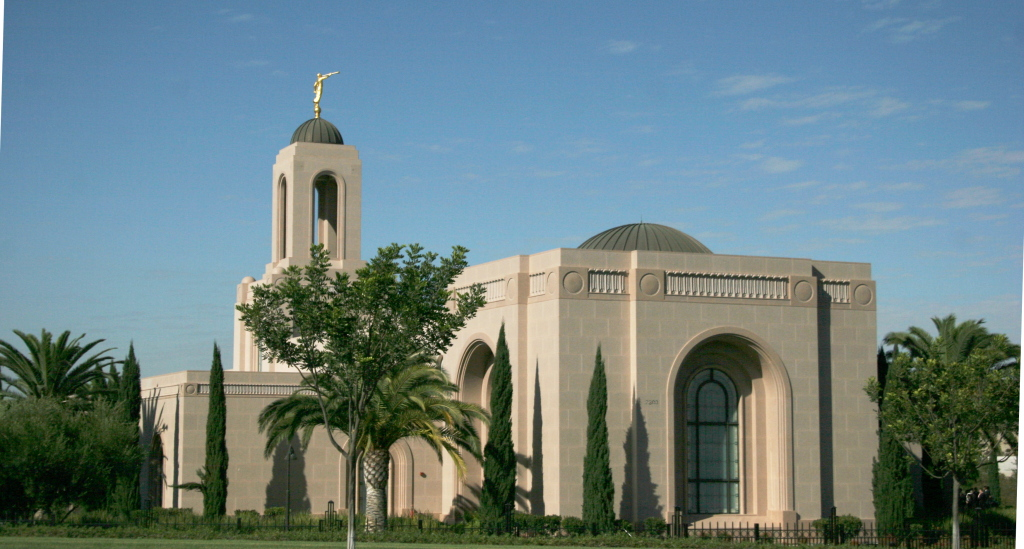
Außenansicht des Tempels

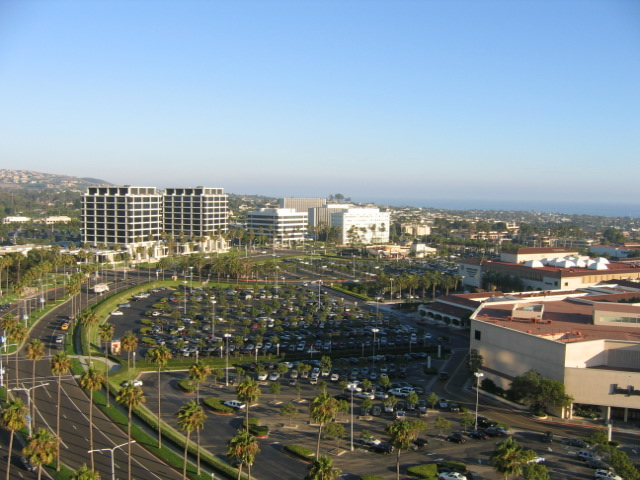
Blick übers Newport Center

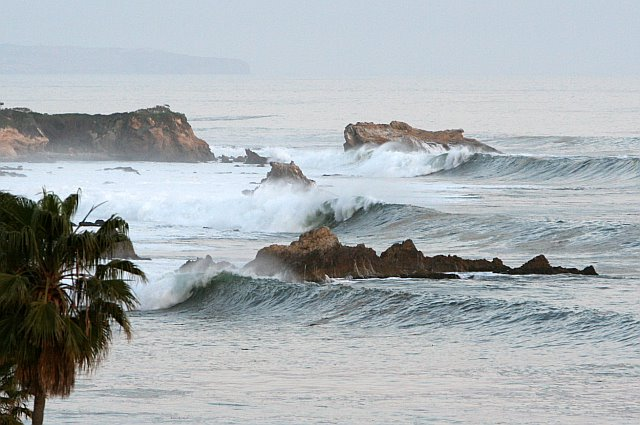
Am Corona del Mar State Beach

Unter den zahlreichen Museen in Newport Beach sticht das Orange County Museum of Art (OCMA) in Corona del Mar heraus. Die 1918 eröffnete Einrichtung liegt am San Clemente Drive. Die Ausstellungen umfassen größtenteils Werke zeitgenössischer und moderner Kunst.

### Bauwerke
Am Bonita Canyon Drive steht seit 2005 mit dem Newport Beach California Temple das sechste Heiligtum der Kirche Jesu Christi der Heiligen der Letzten Tage im Bundesstaat Kalifornien. Der Tempel besitzt eine Höhe von 27 Metern und wird von einer Statue des Propheten Moroni gekrönt.
Im Herzen von Corona del Mar liegt das Newport Center. In dem Geschäfts- und Einkaufsviertel haben sich viele der größten Firmen der Stadt angesiedelt. Der Mittelpunkt des Geländes ist das Einkaufszentrum Fashion Island, wo sich verschiedene Kaufhausketten niedergelassen haben. Der Newport Center Drive umschließt das Gebiet kreisförmig. In der Umgebung befindet sich eine Fülle an Restaurants und weiterer Unterhaltungsmöglichkeiten.

### Parks
Mit der Sherman Library and Gardens besitzt Corona del Mar einen botanischen Garten. In Gewächshäusern und auf dem Außengelände ist eine große Pflanzensammlung zu sehen. Die Auswahl reicht von Wüstenpflanzen bis Tropengewächsen. Auf der Anlage gibt es zudem saisonale Blumenbeete und Springbrunnen. Die angeschlossene Bibliothek erwirbt, organisiert und erhält alle Arten von Gegenständen, die die Geschichte des pazifischen Südwestens erzählen.
Die Upper Newport Bay grenzt im Westen an Corona del Mar. Die Bucht ist als Naturschutzgebiet ausgewiesen und bietet einen Rückzugsort für zahlreiche Tier- und Pflanzenarten. In den Wintermonaten rasten zehntausende Zugvögel in dem Gebiet.
An der Meeresküste östlich von Corona del Mar befindet sich der Crystal Cove State Park. Das Naturschutzgebiet erstreckt sich vom Pazifischen Ozean bis ins hügelige Hinterland. Weite Sandstrände und bewaldete Wanderwege erwarten die Besucher.

### Freizeit und Erholung
Zu den Anziehungspunkten in Corona del Mar zählen die Sandstrände am Pazifischen Ozean.
An der Küstenlinie des Corona del Mar State Beach befinden sich einige exzellente surf spots, darunter auch das weithin bekannte The Wedge. Das Areal umfasst einen kleinen Sandstrand, der landseitig von hohen Klippen umgeben ist. Der Corona del Mar State Beach lädt zum Schwimmen und Sonnenbaden ein.
In Corona del Mar befinden sich zahlreiche weitere Freizeit- und Erholungseinrichtungen.
Inmitten des Stadtteils liegen zwei Country Clubs:
- Big Canyon Country Club
- Newport Beach Country Club

Corona del Mar wird im Osten und Westen außerdem von zwei Golfplätzen umschlossen:
- Pelican Hill Golf Course
- Back Bay Golf Course

## Verkehr

### Straßenverkehr
Der Stadtteil ist an zwei innerstaatliche Fernstraßen (State Routes) angeschlossen. Dabei wird zwischen kreuzungsfreien Autobahnen (Freeways) und weiteren Schnellstraßen (Highways) unterschieden. Aus Gründen der einfacheren Orientierung tragen die Verbindungen Beinamen.
Alle Freeways und Highways im Überblick:
 California State Route 1
Die California State Route 1 verläuft entlang der Meeresküste und ist daher unter dem Namen Pacific Coast Highway bekannt geworden. Über die CA 1 sind alle anderen Küstenstädte im Orange County zu erreichen. Sie führt in Richtung Norden unter anderem an Los Angeles und San Francisco vorbei.
 California State Route 73
Die California State Route 73 begrenzt den Ort im Norden und verschafft Autofahrern eine leichte Anfahrt. Die Straße wird auch als Corona del Mar Freeway bezeichnet. Sie dient als Zubringer zur Interstate 405 (San Diego Freeway) in Richtung der Großstädte Los Angeles und San Diego.

### Öffentlicher Verkehr
Die Orange County Transportation Authority (OCTA) betreibt in Newport Beach und Umgebung mehrere Buslinien, die den öffentlichen Personennahverkehr (ÖPNV) gewährleisten. Das Newport Transportation Center liegt in Corona del Mar und bildet einen zentralen Knotenpunkt, wo die meisten Verbindungen aufeinandertreffen. Mit der regionalen Line 1, die regelmäßig auf der Route Long Beach–San Clemente verkehrt, kann man die umliegenden Küstenorte erreichen.

## Corona del Mar in Kunst und Medien

### In Film und Fernsehen
Der Stadtteil war bereits Schauplatz und Drehort für einige Film- und Fernsehproduktionen. Zu den bekanntesten zählen:
- Romy und Michele (1997), in dem Film ist die in Corona del Mar gelegene Newport Beach Public Library zu sehen.
- Arrested Development (2003-06), die Fernsehserie handelt von einer Familie, die in Corona del Mar lebt und auf Balboa Island einen Frozen-Banana-Stand betreibt. Die Dreharbeiten fanden jedoch in Culver City statt.

### In der Musik
- Die Band Lost Dogs brachte im Jahr 2006 auf dem Album The Lost Cabin and the Mystery Trees ein Lied mit dem Titel Only One Bump in Corona del Mar heraus.

### In der Literatur
- Corona del Mar ist in dem Roman Stimmen der Angst von Dean Koontz der Wohnsitz der fiktiven Hauptfiguren Martine und Dustin Rhodes.

## Persönlichkeiten
In Corona del Mar haben einige berühmte Persönlichkeiten gewirkt:
- Der Schauspieler John Wayne liegt auf der Pacific View Memorial Park Cemetery begraben.
- Der Basketballspieler Kobe Bryant liegt auf der Pacific View Memorial Park Cemetery begraben, ebenso wie seine Tochter Gianna Maria-Onore, mit der er zusammen im Januar 2020 tödlich verunglückte.
- Der Zeichner und Regisseur Chuck Jones starb im Februar 2002 in Corona del Mar.
- Der Rocksänger Mark McGrath[9], der Jazzmusiker Eric Marienthal[10] und der Regisseur McG[11] besuchten die Corona del Mar High School.